# .hk
.hk – domena internetowa przypisana do Hongkongu.Została utworzona 3 stycznia 1990. Zarządza nią Hong Kong Internet Registration Corporation (香港互聯網註冊管理有限公司 (chiń.)).